# شموئيل غونين
شموئيل غونين (بالعبرية: שמואל גונן‏) هو قائد عسكري إسرائيلي ولد سنة 1930م في بولندا. هاجر إلى فلسطين عام 1933م ودرس في المعاهد الدينية التابعة لأبناء عكا، وانضم سنة 1944م إلى منظمة الهاغانا الصهيونية. حارب في كتيبة هارئيل خلال حرب 1948 وتولى قيادة فرقة عسكرية خلال العدوان الثلاثي على مصر سنة 1956م.
نال عدة أوسمة وشهادات تقدير إبان حرب الأيام الستة. عين قائدًا للواء الجنوب عشية حرب أكتوبر 1973، ولكن تم تعيين حاييم بارليف قائدا أعلى لجبهة الجنوب لإدارة العمليات الحربية بدلا منه، مع الإبقاء عليه في وظيفته بصفة رسمية بعدما كثرت خلافاته ونقاشاته مع قيادة الجيش أثناء الحرب وخاصة مع أرييل شارون.
بعد انتهاء الحرب أعلنت لجنة أجرانات التي قامت بالتحقيق في أسباب الإهمال خلال الحرب، بأن غونين يتحمل مسؤولية المخاطر التي وقعت فيها بعض فرق الجيش أثناء القتال، وأوصت اللجنة بتنحيته عن منصبه.
تراجعت اللجنة عن قرار التنحية وألغته إلا أنها أوصت بعدم تعيينه في مناصب عسكرية رفيعة. ظل غونين يعتبر رغم ذلك مسؤولا عن عدة عمليات فاشلة في الحرب من قبل وسائل الإعلام والجمهور الإسرائيلي. استقال سنة 1974م من عمله في الجيش وذهب إلى أفريقيا لإدارة بعض الأعمال فيها إلى أن توفي سنة 1991م.

## مصدر
1. 1 2 3 4  غونين، شموئيل من موقع المركز الفلسطيني للدراسات الإسرائيلية نسخة محفوظة 3 يناير 2020 على موقع واي باك مشين.